# Kitasaaret (ö i Norra Savolax)
Kitasaaret är en ö i Finland. Den ligger i sjön Armisvesi och i kommunen Rautalampi i den ekonomiska regionen  Inre Savolax ekonomiska region  och landskapet Norra Savolax, i den centrala delen av landet, 270 km norr om huvudstaden Helsingfors. Öns area är 0,9 hektar och dess största längd är 180 meter i sydöst-nordvästlig riktning.  Notera att namnet antyder att det är fråga om flera öar.